# هلفيلة حق الخل
هلفيلة حق الخل (الاسم العلمي: Helvella acetabulum) هي نوع من الفطريات تتبع جنس الهلفيلة من الفصيلة الهلفيلية.